# Tyrone Hill
Tyrone Hill (* 19. März 1968 in Cincinnati, Ohio) ist ein ehemaliger amerikanischer Basketballspieler. Er spielte auf der Position des Power Forward.

## College
Hill spielte vier Jahre an der Xavier University. Dabei war er als Einzelspieler sehr erfolgreich und erzielte in seiner letzten Saison durchschnittlich 20,2 Punkte und 12,6 Rebounds pro Spiel. Zudem gehört er zu den Spielern, die während ihrer Karriere auf dem College insgesamt mehr als 2000 Punkte erzielt und 1000 Rebounds geholt haben.

## NBA
Tyrone Hill wurde beim NBA-Draft 1990 an elfter Stelle von den Golden State Warriors gedraftet. Nachdem er drei Jahre für die Warriors gespielt hatte, wechselte er im Sommer 1993 zu den Cleveland Cavaliers. Dort spielte er unter Coach Mike Fratello und wurde 1995 ins All-Star Team berufen. Zudem stellte er den Rekord bei den Cavaliers ein mit einer Feld-Wurf-Quote von 60 %. 1997 wurde Hill in einem 3-Team-Trade, in dem unter anderem Terrell Brandon und Shawn Kemp verwickelt waren, zu den Milwaukee Bucks getradet. Danach spielte er noch zweimal für die Philadelphia 76ers, erneut für die Cavaliers und die Miami Heat. Mit den 76ers erreichte er 2001 die Finals, doch sein Team verlor gegen die Los Angeles Lakers. In seiner gesamten Karriere hatte Hill eine Feld-Wurf-Quote von 50,2 % und Freiwurf-Quote von 63 %.

## Coaching
Während der Saison 2008–2009 war Hill als Assistenz-Coach bei den Atlanta Hawks tätig.